# Leptacis tripartita
Leptacis tripartita är en stekelart som först beskrevs av Jean-Jacques Kieffer 1913.  Leptacis tripartita ingår i släktet Leptacis och familjen gallmyggesteklar. Inga underarter finns listade i Catalogue of Life.